# Gloria de Bertero
Gloria von Mende de Bertero (Felicia, provincia de Santa Fe, Argentina, 19 de mayo de 1926-  †Buenos Aires, 15 de julio de 2010) fue una escritora, biógrafa, ensayista y periodista que se encargó de recopilar las biografías de más de 600 mujeres santafesinas destacadas en diferentes ámbitos.

## Biografía
Nació en la localidad santafesina de Felicia, departamento Las Colonias, el 19 de mayo de 1926. En 1943 se graduó como Maestra Normal Nacional y profesora de Religión. Trabajó como docente en su ciudad natal y en varias localidades cercanas hasta 1950, cuando contrajo matrimonio y se trasladó a la ciudad de Buenos Aires. 

Estudió Periodismo en el Instituto Superior Mariano Moreno. Obtuvo su licenciatura en 1981 con un trabajo de grado vinculado al tema de los Talleres Literarios.

Falleció en la ciudad de Buenos Aires en julio de 2010, a la edad de 84 años.

## Publicaciones
Gloria de Bertero publicó sus trabajos en diarios, revistas y antologías. Son de su autoría:
- La Grieta (1ª edición). Grupo Cinco. 1983. ISBN 978-950-9298-04-0.
- Por las heridas del tiempo (1ª edición). Ocruxaves. 1991. ISBN 978-950-9874-49-7.
- El taller Literario. Surgimiento en la Argentina (2ª edición). Nueva Generación. 1994. ISBN 978-987-99445-9-2.
- Quién es ella en Santa Fe (1ª edición). Edición de autor. 1995. ISBN 978-950-43-6663-8.
- Al oeste (1ª edición). Vinciguerra. 1998. ISBN 978-950-843-325-1.
- El taller literario, un suceso de nuestra época (1ª edición). Edición del Autor. 1987. ISBN 978-950-43-1472-1.
- Pájaro azul (1ª edición). Vinciguerra. 2005. ISBN 978-950-843-635-1.
- A través del tiempo (1ª edición). Vinciguerra. 2006. ISBN 978-950-843-657-3.
- Quién es ella en Santa Fe? (1ª edición). Vinciguerra. 2007. ISBN 978-950-843-694-8.

## Distinciones
Por su trabajo recibió numerosos premios y reconocimientos en distintas localidades de la provincia de Buenos Aires y Santa Fe. Entre ellos, la ciudad de Rafaela la distinguió con el título "Amiga de Rafaela". La Sociedad Argentina de Escritores (SADE) destacó su labor en 1992 con el reconocimiento Faja de Honor.